# 징저우구

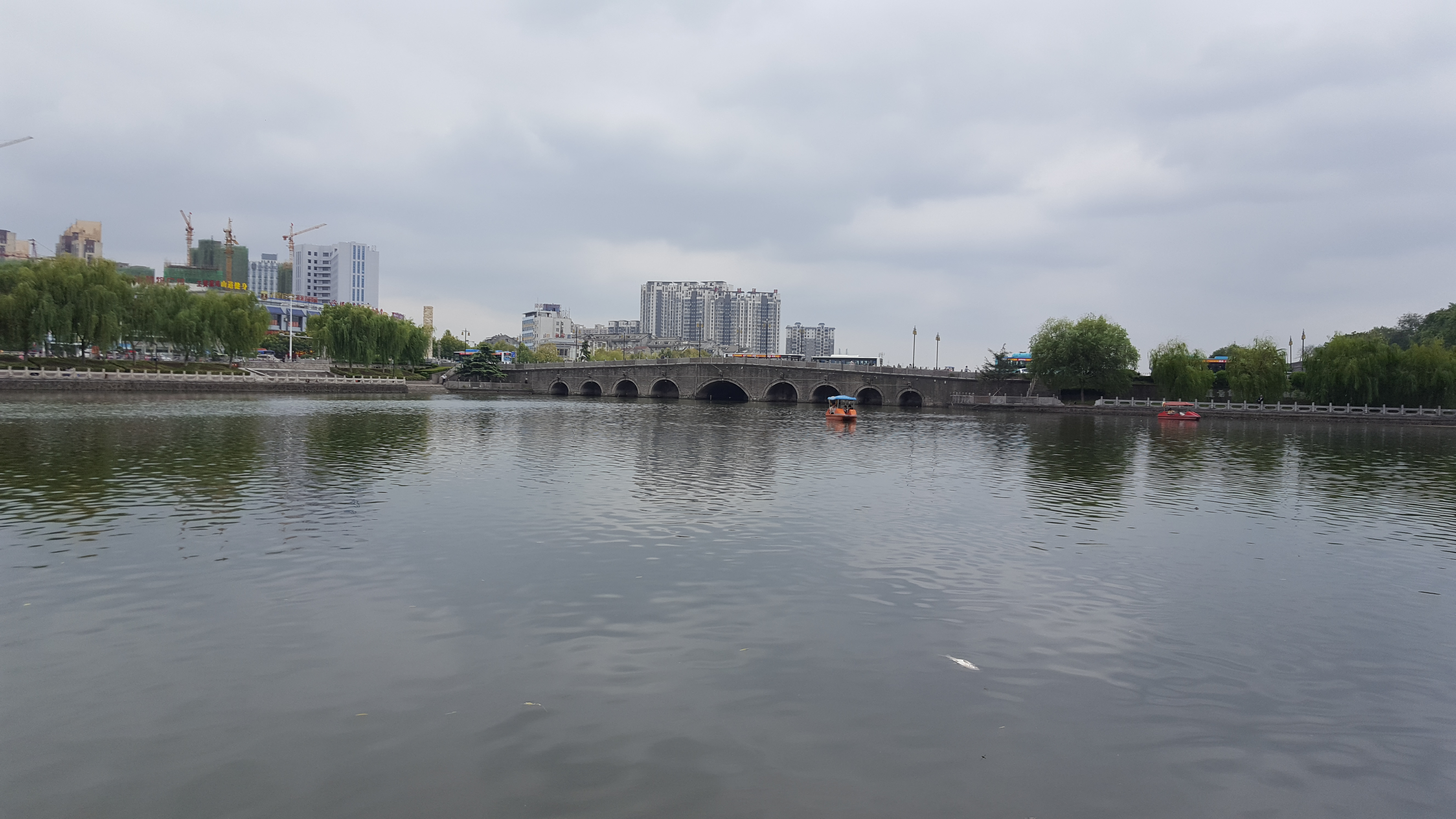

징저우구(한국어: 형주구, 중국어: 荆州区, 병음: Jīngzhōu Qū)는 중화인민공화국 후베이성 징저우 시의 현급 행정구역이다. 넓이는 1,046km2이고, 인구는 2007년 기준으로 570,000명이다.

## 행정 구역
3개 가도, 7개 진을 관할한다.
- 가도: 西城街道 , 东城街道 , 城南街道
- 진: 纪南镇 , 川店镇 , 马山镇 , 八岭山镇 , 李埠镇 , 弥市镇 , 郢城镇